# جان لی هنکاک
جان لی هنکاک (به انگلیسی: John Lee Hancock؛ زادهٔ ۱۵ دسامبر ۱۹۵۶) یک فیلم‌نامه‌نویس، کارگردان، تهیه‌کننده و وکیل اهل ایالات متحده آمریکا است. وی از سال ۱۹۸۷ میلادی تاکنون مشغول فعالیت بوده‌است.

## فیلم‌شناسی
| سال  | فیلم              | کارگردان | نویسنده | تهیه کننده | یادداشت                         |
| ---- | ----------------- | -------- | ------- | ---------- | ------------------------------- |
| ۲۰۰۹ | نقطه کور          | آری      | آری     | نه         | نامزد - جایزه اسکار بهترین فیلم |
| ۲۰۱۲ | سفیدبرفی و شکارچی | نه       | آری     | نه         |                                 |
| ۲۰۱۳ | نجات آقای بنکس    | آری      | نه      | نه         |                                 |
| ۲۰۱۶ | بنیان‌گذار         | آری      | نه      | نه         |                                 |
| ۲۰۲۱ | آشوب مدام         | نه       | آری     | نه         |                                 |
| ۲۰۲۱ | چیزهای کوچک       | آری      | آری     | آری        |                                 |